# Anthene modestus
Anthene modestus är en fjärilsart som beskrevs av Waterhouse 1903. Anthene modestus ingår i släktet Anthene och familjen juvelvingar. Inga underarter finns listade i Catalogue of Life.